# 두미트루 브러기시

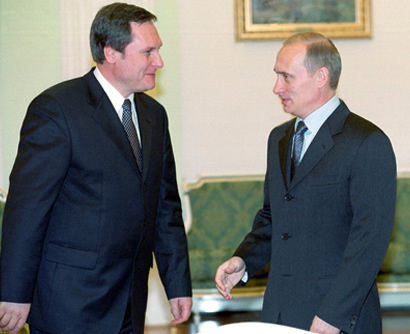
2001년 1월 16일 푸틴 당시 러시아 대통령(오른쪽)과 회담을 하는
당시 브러기시 몰도바 총리(왼쪽)

두미트루 브러기시(루마니아어: Dumitru Braghiș, 1957년 12월 28일 ~ )는 소비에트 사회주의 공화국 연방의 정치인, 외교관, 몰도바의 정치인 겸 대학 교수이다.

## 몰도바 총리
그는 1999년 12월 21일에서 2001년 4월 19일까지 몰도바 총리 직위를 지냈다.

## 주요 이력

### 주요 경력
- 키예프 대학교 겸임교수
- 모스크바 대학교 겸임교수
- 몰도바 대학교 겸임교수

### 학력
- 소련 모스크바 대학교 외교학과 학사
- 소비에트 몰도바 대학교 대학원 경제학 석사
- 소련 국립 레닌그라드 대학교 대학원 경제학 박사

## 역대 선거 결과
| 선거명      | 직책명          | 대수 | 정당        | 득표율 | 득표수 | 결과 | 당락 |
| ----------- | --------------- | ---- | ----------- | ------ | ------ | ---- | ---- |
| 2001년 선거 | 몰도바의 대통령 | 3대  | 브라기 연합 | 16.85% | 15표   | 2위  | 낙선 |